# El Hatillo
El Hatillo es una ciudad venezolana, ubicada en el Estado Miranda, Venezuela. Es la capital del Municipio El Hatillo, situado al sureste de la capital venezolana, Caracas.